# Лудзя-Шур
Лудзя́-Шур (Лудья-Шур; рос. Лудзя-Шур) — річка в Удмуртії, Росія, права притока річки Іж. Протікає територією Зав'яловського району.
Річка починається на південно-західній околиці колишнього села Нова Крестьянка. Протікає спочатку на схід, потім плавно повертає на південний схід і тече в такому напрямку до самого гирла. Впадає до Іжа навпроти села Болтачево. Береги у верхній та нижній течіях заліснені, в пригирловій ділянці заболочені — тут створено дренажну систему каналів для їхнього осушення. На річці створено декілька ставків.
Над річкою розташовані такі населені пункти Зав'яловського району — Непремінна Лудзя та Совхозний.